# Guadalupe kommun, Antioquia
Guadalupe är en kommun i Colombia.   Den ligger i departementet Antioquía, i den nordvästra delen av landet, 280 km nordväst om huvudstaden Bogotá. Antalet invånare är 6 231.